# Szemu’el Mikunis
Szemu’el Mikunis (hebr.: שמואל מיקוניס, ang.: Shmuel Mikunis, ur. 10 sierpnia 1903 na Ukrainie, zm. 20 maja 1982) – izraelski inżynier i polityk, w latach 1949–1969 oraz 1972–1974 poseł do Knesetu.
W wyborach parlamentarnych w 1949 po raz pierwszy dostał się do izraelskiego parlamentu. Zasiadał w Knesetach I, II, III, IV, V, VI i VII kadencji.